# エイモン・AF101
エイモン・AF101（Amon AF101）は、F1ドライバーのクリス・エイモンにより創設されたF1コンストラクター、エイモンが1974年のF1世界選手権用に製作したF1マシンである。

## 概要
テクノF1のマシンデザイナーだったゴードン・ファウエルが製作。フロントウイングはフロントノーズ後端に1枚のウイングが乗った形状をしている。これは、エアロダイナミクスを担当したトム・ボイスのアイデア。トーションバー・スプリングとインボード・ディスクブレーキはロータス・72を参考にしている。また、燃料タンクをコクピット後方に配置している。
3月にブランズハッチで行われるノンタイトルレースに出走する予定だったが、テスト中の事故のため欠場。その後特徴的なフロントウイングを一般的なウイングノーズに変更してスペインGPでデビュー、22周でリタイヤする。モナコGPではスポーツカーノーズを装着するなどしたが、決勝に出走したのは最初のスペインGPのみで、イタリアGPを最後に撤退。

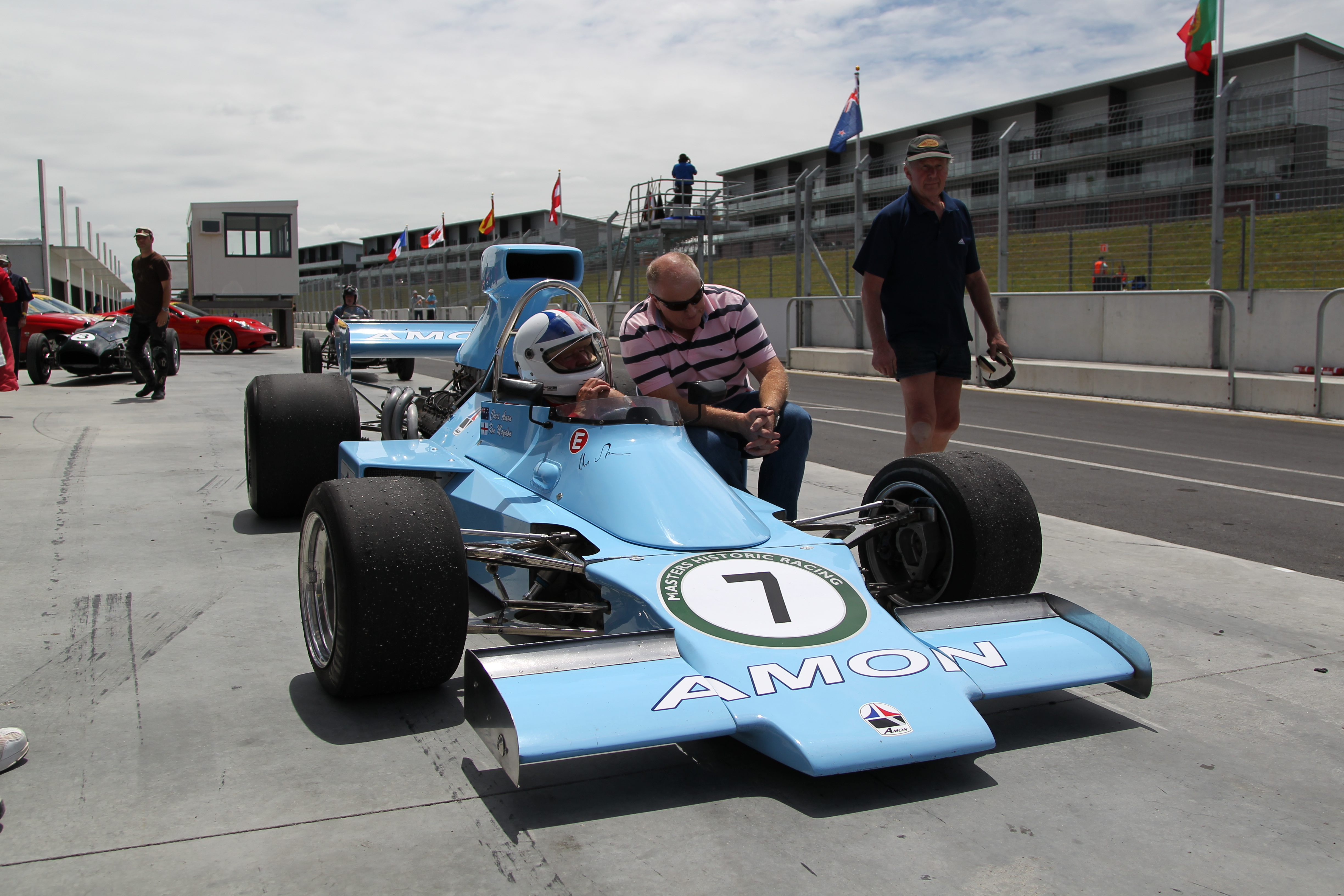
イベントでAF101に乗るエイモン（2011年1月21日）

2011年1月に行われたニュージーランドのイベントで、エイモンが1974年以来久しぶりにAF101の走行を果たした。

## 成績
(key) 
| 年     | シャシー        | エンジン                | タイヤ | 車番 | ドライバー | 1   | 2   | 3   | 4   | 5   | 6   | 7   | 8   | 9   | 10  | 11  | 12  | 13  | 14  | 15  | ポイント | 順位 |
| ------ | --------------- | ----------------------- | ------ | ---- | ---------- | --- | --- | --- | --- | --- | --- | --- | --- | --- | --- | --- | --- | --- | --- | --- | -------- | ---- |
| 1974年 | エイモン・AF101 | フォード コスワース DFV | F      |      |            | ARG | BRA | RSA | ESP | BEL | MON | SWE | NED | FRA | GBR | GER | AUT | ITA | CAN | USA | 0        | NC   |
| 1974年 | エイモン・AF101 | フォード コスワース DFV | F      | 30   | エイモン   |     |     |     | Ret |     | DNS |     |     |     |     | DNQ |     | DNQ |     |     | 0        | NC   |
| 1974年 | エイモン・AF101 | フォード コスワース DFV | F      | 30   | パーキンス |     |     |     |     |     |     |     |     |     |     | DNQ |     |     |     |     | 0        | NC   |

## 参考資料
- 『オートスポーツ』（三栄書房）1974年5月15日号、p57 - 59。